# Leen Donker
Leendert Antonie (Leen) Donker (Almkerk, 7 september 1899 – Rotterdam, 4 februari 1956) was een Nederlands politicus.

## Loopbaan
Donker studeerde rechten aan de Gemeente-Universiteit van Amsterdam en werd advocaat te Rotterdam. In 1927 werd hij lid van de gemeenteraad van die stad en in 1931 nam hij zitting in de Provinciale Staten van Zuid-Holland. In de periode 1935-1952 was hij lid van de Tweede Kamer. Hij was voorzitter van de parlementaire enquêtecommissie die het regeringsbeleid over de periode 1940-1945 onderzocht. Donker was lid van de SDAP en later van de PvdA.
Donker was van 1952 tot zijn dood in 1956 minister van justitie in het kabinet-Drees II. In die functie werd hij hevig bekritiseerd nadat koningin Juliana geweigerd had het doodvonnis van de oorlogsmisdadiger Willy Lages te ondertekenen.
Een andere oorlogsmisdadiger, Pieter Menten, beweerde later dat minister Donker hem de toezegging gedaan zou hebben dat hij niet vervolgd zou worden. Een commissie onder leiding van Ivo Schöffer vond voor deze bewering echter geen enkel bewijs.